# 미키 매든
마이클 앨런 "미키" 매든(Michael Allen "Mickey" Madden, 1979년 5월 13일 ~ )은 미국의 팝 록 밴드 마룬 5의 전 베이시스트이다. 미키 매든(Mickey Madden)이라는 이름으로 더 잘 알려져 있다. 과거 마룬 5 멤버 중 유일한 채식주의자였다.

## 생애
미키 매든은 미국 텍사스주 오스틴에서 태어났다. 중학교 시절부터 연주를 시작했으며, 제시 카마이클, 애덤 리바인과 함께 연주하였다. 펄 잼과 너바나가 그들에게 영향을 주었다. 1994년에는 드러머 라이언 두식의 영입과 함께 록 밴드 카라스 플라워스가 결성된다.
그 뒤 미키 매든은 라이언 두식과 캘리포니아 대학교 로스앤젤레스를 재학하였다. 밴드는 2001년 기타리스트 제임스 밸런타인을 영입한 후 마룬 5를 결성하였다. 마룬 5는 지금까지 여섯 장의 정규 음반을 발매하고, 세 번의 그래미상을 수상하였다. 2020년에는 마룬 5를 탈퇴하였다.
미키 매든은 마룬 5 내의 유일한 채식주의자 비건이었기도 하며, 팜 샌추어리(Farm Sanctuary)를 후원한다.
그의 베이스 기타 연주는 빅터 우튼과 마커스 밀러의 영향을 받았다.

## 학력
- 브렌우드학교(Brentwood School)
- 캘리포니아 대학교 로스앤젤레스(UCLA)

## 음악가로서의 활동

### 소속 그룹
- 마룬 5 (2001년 ~ 2020년)
- 카라스 플라워스 (1994년~ 2001년)
- 히스토릭스(Historics) (?년~?년)

### 사용 악기
- 펜더 Precision Bass
- 펜더 Jazz Bass
- Music Man StingRay
- Sadowsky
- Lakland
- Epiphone EBM-4 Bass ("Harder To Breathe" 뮤직 비디오)